# Amsterdam (nave)
La Amsterdam è stata una nave del XVIII secolo appartenuta alla olandese VOC (Vereenigde Oost-Indische Compagnie, Compagnia Olandese delle Indie Orientali). La nave iniziò il suo viaggio inaugurale da Texel, nei Paesi Bassi, diretta a Batavia, l'attuale Giacarta, l'8 gennaio 1749, ma venne distrutta da una tempesta nel Mare del Nord il 26 gennaio seguente, dopo solo diciotto giorni di navigazione. Il relitto è stato scoperto nel 1969 nella baia di Bulverhythe, Regno Unito, ed è talvolta visibile durante la bassa marea. Una riproduzione esatta della nave è stata costruita fra il 1985 e il 1990 e può essere visitata al Museo del Mare di Amsterdam.

## La nave
La Amsterdam venne costruita per il trasporto di merci fra la Repubblica delle Sette Province Unite e le colonie olandesi in oriente. Durante il viaggio di andata queste navi portavano armi e mattoni per gli insediamenti, e argento e monete d'oro per l'acquisto di prodotti. Durante il viaggio di ritorno, invece, trasportavano merci che erano state acquistate, come spezie e tessuti. Su un viaggio di andata di otto mesi, le navi avevano circa 240 uomini a bordo, mentre sul viaggio di ritorno ne avevano circa 70.

## Il viaggio inaugurale
Il viaggio inaugurale della Amsterdam era stato previsto da Texel, nei Paesi Bassi, fino a Batavia, l'attuale Giacarta. La nave, comandata dal trentatreenne capitano Willem Klump, aveva a bordo 203 uomini di equipaggio, 127 soldati e 5 passeggeri. La Amsterdam venne caricata di tessuti, vino, pietre di zavorra, cannoni, carta, penne, tubi, merci domestiche e 27 casse di monete d'argento. L'intero carico avrebbe un valore di diversi milioni di euro attuali.
Il 15 novembre 1748 la nave salpò, ma dovette tornare indietro il 19 novembre a causa di un vento particolarmente sfavorevole. La Amsterdam salpò nuovamente il 21 novembre 1748, ma ritornò a Texel il 6 dicembre 1748 sempre per le cattive condizioni del tempo. Il terzo tentativo venne fatto l'8 gennaio 1749. La Amsterdam ebbe problemi nel canale della Manica per una forte tempesta, non riuscendo, per molti giorni, ad andare oltre Eastbourne. Alcuni sintomi di peste nera comparvero fra l'equipaggio e ci fu un tentativo di ammutinamento. Alla fine il timone si ruppe e la nave, in balìa della tempesta, affondò nella baia di Bulverhythe il 26 gennaio 1749, a 5 km a ovest di Hastings.

## Il relitto
Nel 1969 la Amsterdam è stata scoperta dopo essere rimasta esposta a causa di una bassa marea. Fra le navi della VOC risulta la meglio conservata. L'archeologo Pietro Marsden fece il primo rilevamento del relitto e consigliò un ulteriore scavo.
Le autorità olandesi iniziarono la ricerca il relitto, seguita da importanti scavi nel 1984, 1985 e 1986, nel corso dei quali sono stati ritrovati un gran numero di oggetti. Anche se il relitto è sommerso sotto la sabbia e il fango, gran parte dello scavo è stato fatto da subacquei. Alcuni dei reperti sono in mostra in un museo ad Hastings, nel Regno Unito, ad'eccezione dell'ancora, che si trova a St Katherine's Dock a Londra come arte pubblico.

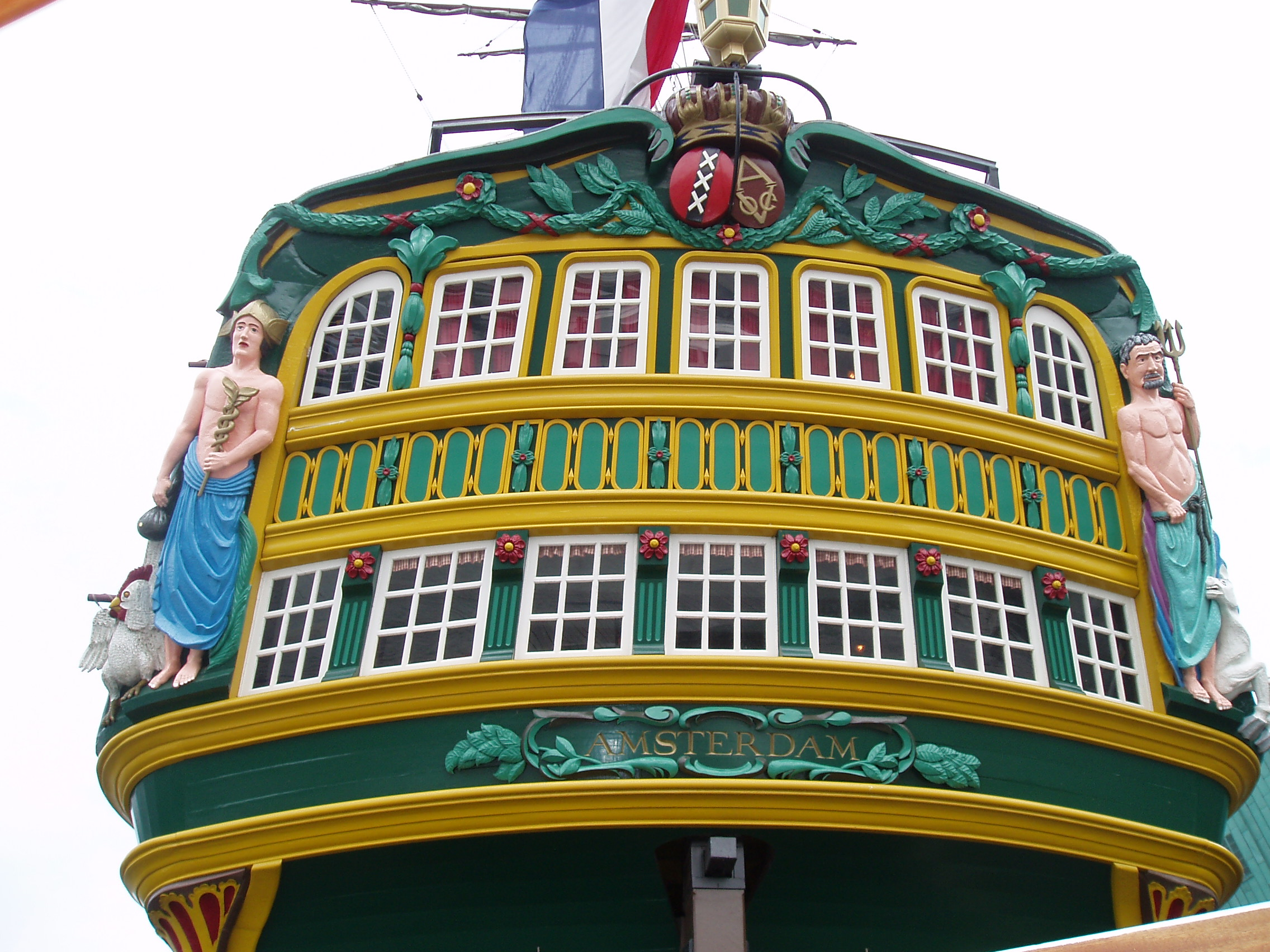
Particolare della poppa della replica della nave, ormeggiata al Museo del Mare di Amsterdam.

## Ricostruzione
Una fedele ricostruzione della Amsterdam è stata costruita dal 1985 al 1990 da 400 volontari utilizzando strumenti e tecniche del XVIII secolo.
Attualmente si trova presso il Museo del Mare di Amsterdam, dove può essere visitata.
Per quanto riguarda la nave originale, negli anni ottanta il governo olandese (che è ancora proprietario del relitto) non disponeva di fondi sufficienti per il recupero, il restauro e l'eventuale esposizione al pubblico, come è invece avvenuto per la Regalskeppet Vasa in Svezia.
Più ponti e gran parte del bompresso si trovano sommersi nel fango e sono in buono stato di conservazione e la maggior parte del carico è ancora a bordo.

## Cultura di massa

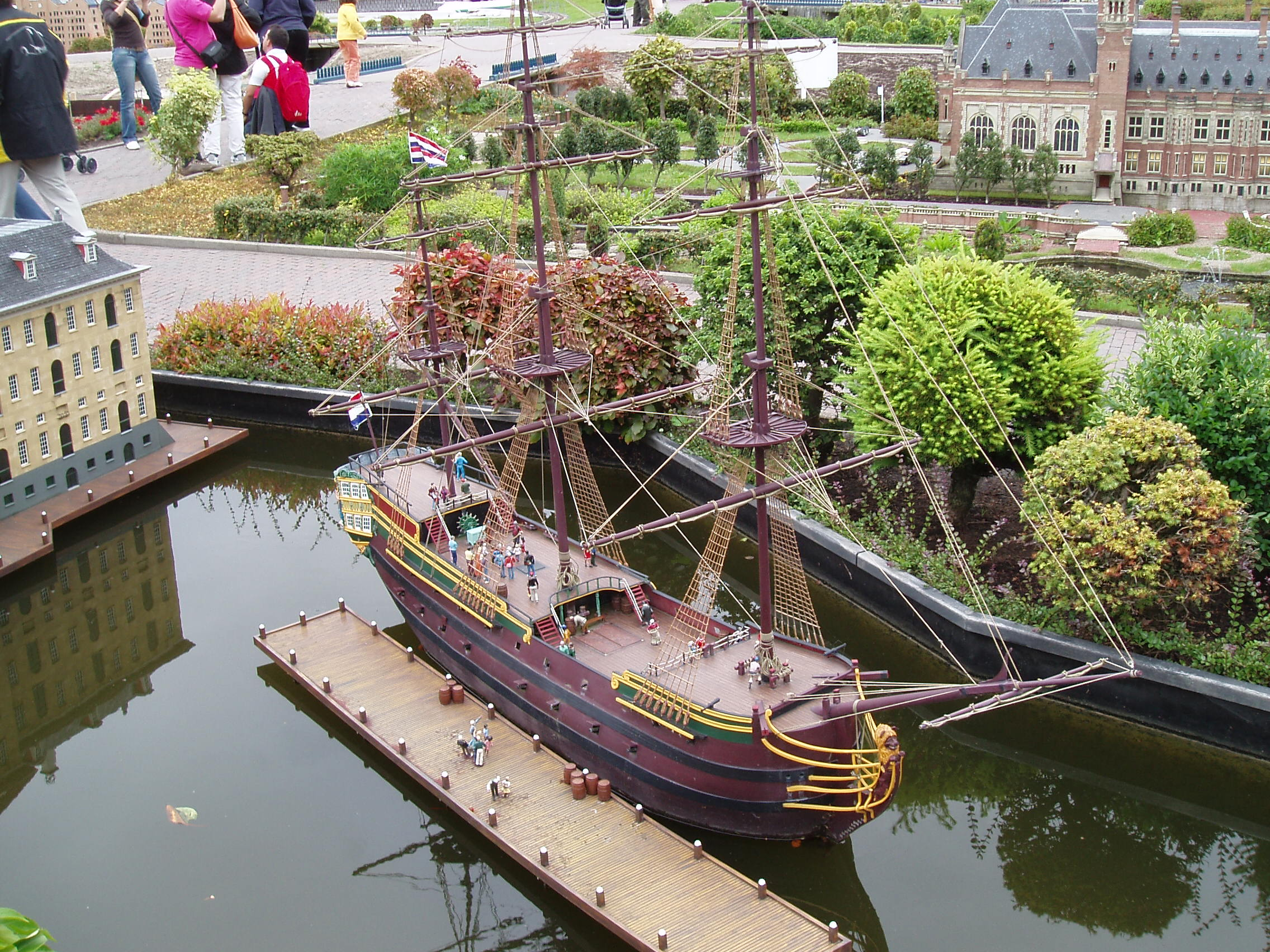
Riproduzione della copia della nave "Amsterdam" a Madurodam

Il fumetto del 1985 Angst op de "Amsterdam" di Spike e Suzy riguarda le vicende della Amsterdam.
Al parco Madurodam de L'Aia esiste un modello della Amsterdam in scala di 1:25.